# Северная дорога
Се́верная дорога — дорога в историческом районе Острова Петроградского административного района Санкт-Петербурга, магистраль на Крестовском острове. Проходит от Рюхиной улицы до Южной дороги. На восток от Рюхиной улицы переходит в Кемскую улицу. Переходит в Южную дорогу западнее стадиона «Санкт-Петербург».

## История
Название дороги появилось в 1930-х годах, как дорога, проходящая по северному краю Приморского парка Победы.
Конечный участок дороги, примыкающий к окрестностям стадиона, в 1958—1977 и 1993—2006 годах составлял часть гоночной трассы «Невское кольцо». В настоящее время сквозной проезд между Северной и Южной дорогами невозможен по причине установленного в 2017 году периметра безопасности вокруг стадиона «Газпром Арена».

## Пересечения

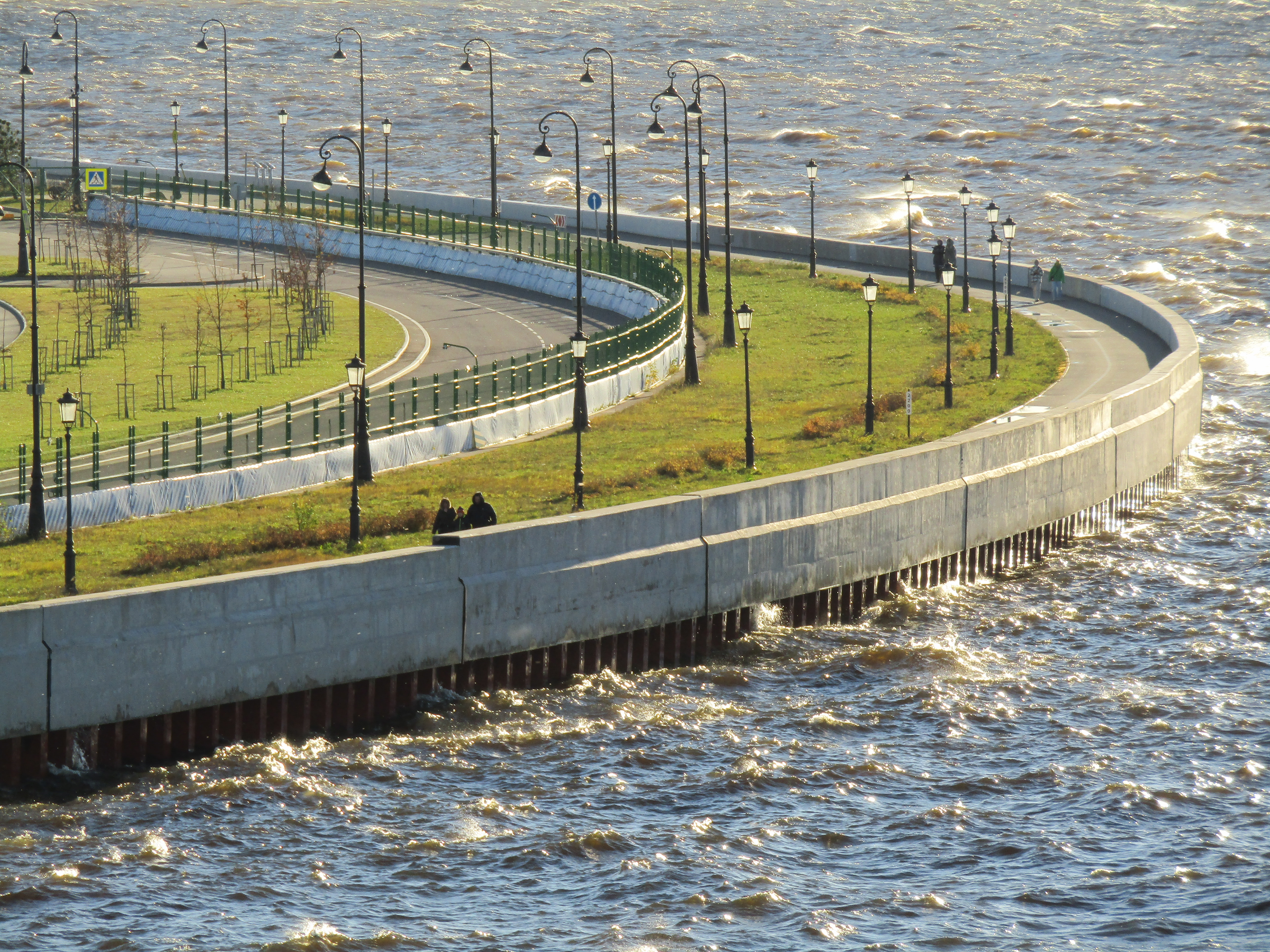
Набережная западной части Крестовского острова вдоль Северной дороги

С востока на запад Северную дорогу пересекают следующие улицы:
- Рюхина улица — пересечение с переходом Северной дороги в Кемскую улицу;
- Бодров переулок — примыкание;
- Велосипедная аллея — примыкание;
- Футбольная аллея — примыкание;
- набережная Гребного канала — примыкание;
- съезд с Яхтенного моста;
- Южная дорога — переход.

## Транспорт
Ближайшие к Северной дороге станции метро — «Крестовский остров» 5-й (Фрунзенско-Приморской) линии (около 200 м по прямой от начала дороги по Рюхиной улице) и «Зенит» 3-й (Невско-Василеостровской) линии (около 250 м от конца дороги).
Движение наземного общественного транспорта по дороге отсутствует.
Ближайшие к Северной дороге железнодорожные платформы — Старая Деревня (около 1,7 км по прямой от примыкания Бодрова переулка) и Яхтенная (кратчайшее расстояние по прямой — около 1,8 км).

## Общественно значимые объекты

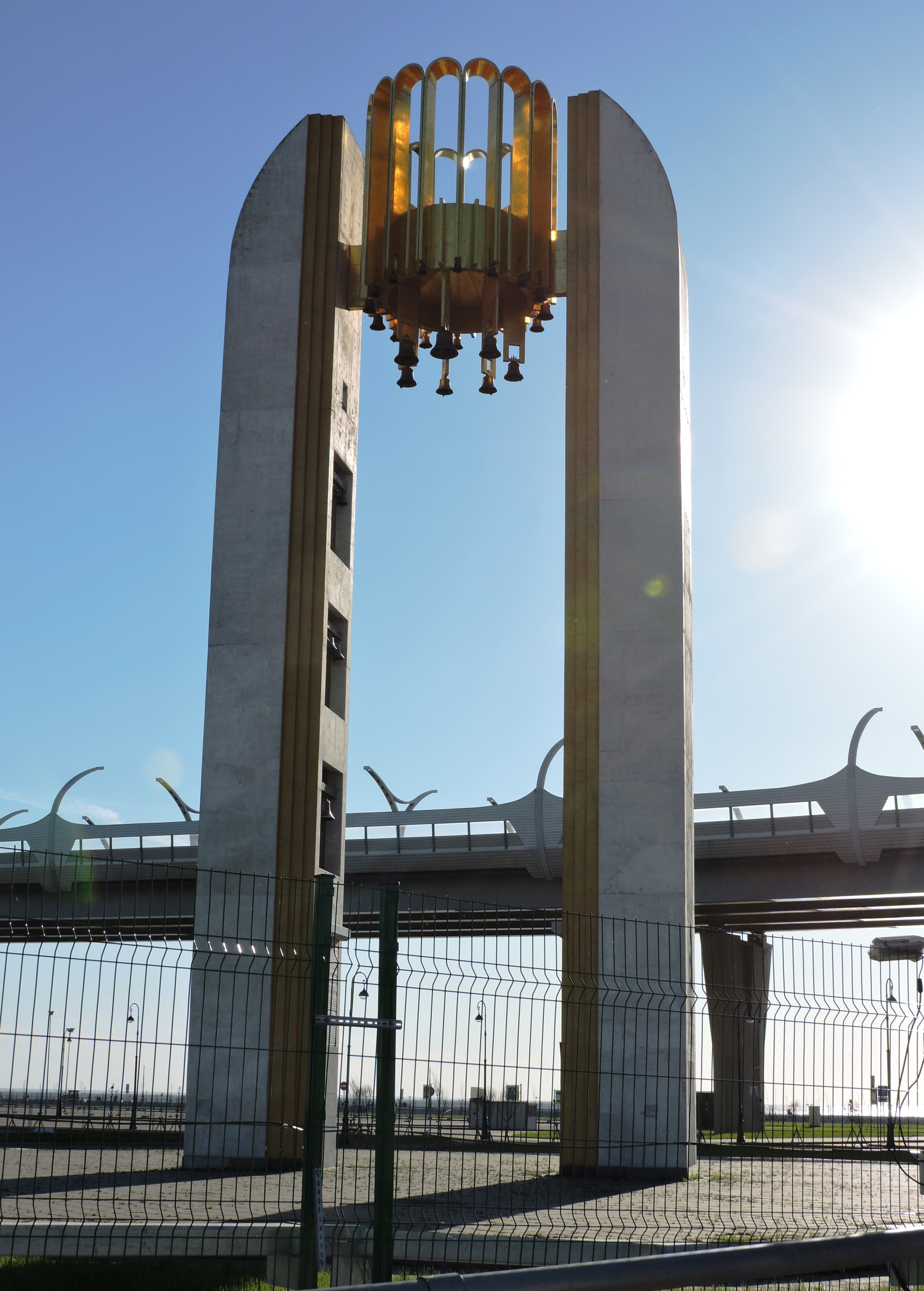
Арка-звонница

- парк аттракционов «Диво Остров» (у пересечения с Рюхиной улицей);
- Приморский парк Победы (между Рюхиной улицей и Велосипедной аллеей);
- Северный пруд / пруд Мандолина (напротив примыкания Бодрова переулка);
- Гребной канал (на запад от Бодрова переулка);
- Лебяжий пруд;
- «Отель Парк Крестовский» (у примыкания Велосипедной аллеи) — дом 12, литера Б;
- крытый велотрек (у примыкания Футбольной аллеи) — дом 12, литера А;
- стадион «Газпром Арена» — Футбольная аллея, дом 1;
- гребной клуб «Стрела»;[уточнить]
- арка-звонница с карильоном — дом 15, литера А.